# Евангелическая церковь Рио-де-ла-Платы
Евангелическая церковь Рио-де-ла-Платы (Iglesia Evangélica del Río de la Plata, IERP) — объединенная протестантская деноминация с приходами в Аргентине, Парагвае и Уругвае.
Церковь названа в честь бассейна реки Рио-де-ла-Плата, где расположено большинство её общин. Церковь была связана с Евангелической церковью Германии в 1934–1965 годах и стала независимой. В её сообщество входит около 27 500 прихожан.

## История
Евангелическая церковь Рио-де-ла-Платы была известна как Немецкий евангелический синод Ла-Платы (Deutsche Evangelische La Plata Synode) с 1899 года, причём большая часть её членов была из немецкоязычных стран. Её истоки восходят к союзу реформированных и лютеранских христиан в Германии, основанному в XIX веке.
Сегодня церковь насчитывает 45 общин и более 240 молельных домов, насчитывая около 25 000 прихожан. В 1995 году к этой деноминации присоединилась Швейцарская евангелическая церковь в Аргентине, насчитывающая 600 членов, 1 конгрегацию и несколько домашних групп.
В 2010 году деноминация объединилась с реформатскими церквями Аргентины.

## Доктрина
Церковь рукополагает женщин на должности служителей и поддерживает гражданские союзы и однополые браки.
Евангелическая церковь Рио-де-ла-Платы — протестантская церковь. Основой её веры являются Священное Писание. Церковь исповедует Апостольский Символ веры, Никейский Символ веры, Афанасьевский Символ веры, реформатский Гейдельбергский катехизис, Малый катехизис Лютера и Аугсбургское исповедание. Церковь также признаёт Барменскую декларацию и Лойенбергское соглашение.

## Экуменизм
Церковь участвует в работе нескольких экуменических организаций: Экуменическое движение за права человека, Экуменическая служба вынужденных переселенцев и беженцев и Экуменический теологический университет в Аргентине (ISEDET).
Деноминация является членом Всемирного совета церквей и Всемирной лютеранской федерации.
Подписание Лойенбергского соглашения помогло церкви улучшить отношения с другими церквями, например, с Объединенной евангелическо-лютеранской церковью (англ. United Evangelical Lutheran Church, IELU), Вальденской евангелической церковью Рио-де-ла-Платы и реформатскими церквями в Аргентине.  Церковь имеет взаимное признание служения с Методистской церковью, Учениками Христа и Пресвитерианской церковью, а также Евангелическо-реформатской церковью Швейцарии. Церковь является членом Всемирного сообщества реформатских церквей.

## Внешние ссылки
- Официальный сайт Iglesia Evangélica del Río de la Plata .